# Vicente Sayago
Vicente Eduardo Sayago (Sarmiento, Santiago del Estero, 27 de octubre de 1924 - 19 de mayo de 2007) fue un futbolista argentino que se desempeñaba en la posición de delantero. Es recordado por ser el segundo máximo goleador de la historia del Club Atlético Platense, sólo superado por Daniel Vega.

## Trayectoria
Surgido de la cantera del Sarmiento de La Banda, en 1947 condujo a su equipo a la conquista del título de la Liga Santiagueña de Fútbol. Eso le sirvió para ser reclutado por Platense en 1948, lo que le dio la posibilidad de jugar en la Primera División de Argentina.
Con su nuevo club jugaría 206 partidos, en los que anotó un total de 75 goles. Su actuación fue fundamental para que Platense obtuviera el subcampeonato de 1949 compartido ex-aequo con River Plate. Su última temporada en el club fue la de  Primera B en 1956.
En 1958 partió hacia México, donde jugó para el Irapuato. Posteriormente volvería a su país para jugar en Colón de Santa Fe -con el que descendió a la Primera C en 1959- y en Nación de Mar del Plata -con el que se consagraría campeón de la Liga Marplatense de Fútbol en 1963-.

## Selección nacional
Jugó en la selección Argentina en la década de 1950.

## Clubes
| Club                   | País      | Año       | PJ  | Gol |
| ---------------------- | --------- | --------- | --- | --- |
| Sarmiento (La Banda)   | Argentina | 1940-1947 |     |     |
| Platense               | Argentina | 1948-1956 | 206 | 75  |
| Irapuato               | México    | 1958-1959 |     |     |
| Colón (Santa Fe)       | Argentina | 1959      | 19  | 10  |
| Nación (Mar del Plata) | Argentina | 1960-1963 |     |     |

## Palmarés

### Torneos nacionales
| Título                     | Equipo                 | País      | Año  |
| -------------------------- | ---------------------- | --------- | ---- |
| Liga Santiagueña de Fútbol | Sarmiento (La Banda)   | Argentina | 1947 |
| Liga Marplatense de Fútbol | Nación (Mar del Plata) | Argentina | 1963 |